# Українсько-малавійські відносини
Українсько-малавійські відносини — відносини між Україною та Республікою Малаві.
Малаві визнала незалежність України 22 грудня 1998 року, того ж дня країни встановили дипломатичні відносини.
За відносини з Малаві відповідає Посольство України в Кенії.
Посольство Малаві в Україні за сумісництвом розташоване в Берліні, Німеччина.

## Історія
4 серпня 2022 року відбулася перша в історії двосторонніх відносин телефонна розмова між Президентом України Володимиром Зеленським та Президентом Малаві Лазарусом Чакверою.

## Торгівля
У 2021 р. обсяг торгівлі товарами та послугами між країнами становив 58,533 млн дол. США. Експорт з України склав 227 тис. дол. США, імпорт в Україну — 58,239 млн дол. США. Негативне для України сальдо — 58,2012 млн дол. США.
Основні статті українського експорту: котли та машини (54,9 %), молоко, молочні продукти, яйця птиці, натуральний мед (44,1 %).
Основні статті імпорту з Малаві: тютюн і промислові замінники тютюну (99,9 %).
Обсяг двосторонньої торгівлі послугами між Україною та Малаві склав 67 тис. дол. США. Експорт з України до Малаві склав 67 тис. дол. США, імпорт — відсутній. Основною статтею експорту послуг були послуги, пов'язані з подорожами на суму 38 тис. дол. США або 62,6 % загального експорту послуг.